# Moosfeld (métro de Munich)
Moosfeld (en allemand : U-Bahnhof Moosfeld) est une station de la ligne U2 du métro de Munich. Elle est située sous la Salzmesserstraße, dans le secteur de Trudering-Riem, à Munich en Allemagne.
Mise en service en 1999, elle est desservie par les rames de la ligne U2 du métro.

## Situation sur le réseau

Plan du métro (2020).

Établie en souterrain, Moosfeld est une station de passage de la ligne U2 du métro de Munich. Elle est située entre la station Trudering, en direction du terminus nord Feldmoching, et la station Messestadt West, en direction du terminus est Messestadt Ost,.
Elle dispose, d'un quai central encadré par les deux voies de la ligne U2,.

## Histoire
La station Moosfeld est mise en service le 29 mai 1999, lors de l'ouverture à l'exploitation des 7,7 km du prolongement de la ligne U2 de Innsbrucker Ring à Messestadt-Ost.